# Ezeriș, Caraș-Severin
Ezeriș este satul de reședință al comunei cu același nume din județul Caraș-Severin, Banat, România.